# Mount Vernon (Kentucky)
Mount Vernon város az USA Kentucky államában. Lakosainak száma 2453 fő (2020. április 1.).

## Népesség
A település népességének változása:

| 2010 | 2 477 |
| 2020 | 2 453 |